# Mount Blanchard
Mount Blanchard is een plaats (village) in de Amerikaanse staat Ohio, en valt bestuurlijk gezien onder Hancock County.

## Demografie
Bij de volkstelling in 2000 werd het aantal inwoners vastgesteld op 484.
In 2006 is het aantal inwoners door het United States Census Bureau geschat op 447, een daling van 37 (-7,6%).

## Geografie
Volgens het United States Census Bureau beslaat de plaats een oppervlakte van
1,4 km², geheel bestaande uit land. Mount Blanchard ligt op ongeveer 253 m boven zeeniveau.

## Plaatsen in de nabije omgeving
De onderstaande figuur toont nabijgelegen plaatsen in een straal van 16 km rond Mount Blanchard.